# 2199 Kleť
2199 Kleť este un asteroid din centura principală, descoperit pe 6 iunie 1978, de Antonín Mrkos.